# Prometheus (software)
Prometheus é um aplicativo de software livre usado para monitoramento de eventos e alertas. Ele registra métricas em tempo real em um banco de dados de séries temporais (permitindo alta dimensionalidade) construído usando um modelo HTTP pull, com consultas flexíveis e alertas em tempo real. É um projeto código aberto originalmente criado na SoundCloud em 2012 e agora é mantido independentemente de qualquer empresa.

## Finalidade
Prometheus foi usado pela primeira vez internamente na SoundCloud, onde foi desenvolvido, para monitorar seus sistemas. A Cloud Native Computing Foundation possui vários estudos de caso de outras empresas usando o Prometheus. Entre elas estão o serviço de hospedagem digital DigitalOcean, o festival digital DreamHack e o serviço de migração de email e contatos ShuttleCloud. Separadamente, a Pandora Radio mencionou usar o Prometheus para monitorar análise dos dados.

## Conferências
Uma das principais conferências relacionadas ao Prometheus é a PromCon, que tem como objetivo conectar usuários e desenvolvedores do Prometheus de todo o mundo para trocar conhecimentos e experiências.
- PromCon 2016, 25 e 26 de agosto, Berlim, 80 participantes (esgotado)[10]
- PrometheusDay 2016, Seattle
- PromCon 2017, 17 e 18 de agosto, Munique, 220 participantes (esgotado)[11]
- PromCon 2018, 9 e 10 de agosto, Munique, 220 participantes (esgotado)[12]
- PromCon 2019, 7 e 8 de novembro, Munique, 220 participantes (esgotado)[13]
- PromCon 2020, 14 - 16 de julho, Online[14]
- PromCon 2021, 3 de maio, Online[15]
- PromCon América do Norte 2021, 11 de outubro, Los Angeles[16]
- PrometheusDay Europa 2022, 17 de maio, Valência, ~400 participantes[17]
- PrometheusDay América do Norte 2022, 25 de outubro, Detroit[18]
- PromCon 2022, 8 e 9 de novembro, Munique[19]